# Codex Athous Lavrensis
Codex Athous Lavrensis designado por Ψ ou 044 (Gregory-Aland), δ 6 (von Soden), é um manuscrito uncial grego dos quatro evangelhos, datado pela paleografia como sendo do século IX.
Actualmente acha-se no mosteiro Grande Lavra (B' 52) em Monte Atos.

## Descoberta
Contém 261 folhas (21 x 15.3 cm) dos quatro evangelhos, Atos, Paulo, com várias lacunas (Mateus; Marcos 1,1-9,5; em Hebreus 8,11-9,19), e foi escrito com uma coluna por página, contendo 31 linhas cada.
Ele contém respiração e acentos.
Contém o κεφαλαια, as seções amonianas, mas não os cânones eusebianos.

## Texto
O texto grego desse códice é misto. Aland colocou-o na Categoria III.
O texto grego do Evangelho segundo Marcos é um representante do Texto-tipo Alexandrino (semelhante ao Codex Regius).